# Clessidra (videogioco)
Clessidra è un Multi User Dungeon (MUD), ovvero un videogioco di ruolo testuale multiutente, il primo ad apparire su Internet, nel 1996, completamente in italiano. Questa scelta era dettata dall'esigenza di avvicinare al gioco di ruolo e ai MUD, potenziali utenti italiani che non conoscevano l'inglese e che cercassero una maggiore immedesimazione. In effetti il primo MUD in Italiano in assoluto è stato Necronomicon, che tuttavia girava su rete Videotel.
Il gioco include un'area dedicata ai neofiti, dove imparare da soli i concetti base giocando al MUD, acquisendo la capacità di muoversi, combattere e parlare ed anche un tutore interattivo nel gioco che aiuta a conoscere la città e le altre nozioni di base. Originali sono anche tutte le aree di gioco, disposte in modo che più ci si allontana dalla civiltà e più siano difficili da raggiungere maggiore sia la loro difficoltà così da favorire un proseguimento graduale dell'apprendimento.
Anche la Wilderness, l'area selvaggia dove sfidare creature ostili, è completamente originale, inoltre è presente un'arena per combattimenti e sfide all'ultimo sangue, un sistema di assegnazione di missioni casuali, un sistema di Clan che consente lo svolgersi di guerre e conquiste, con sedi da abbellire, ampliare e far crescere in competizione con gli altri Clan. È presente un sistema per far circolare gli oggetti, che si deteriorano nel tempo, concepito per far sì che tutti possano avere la possibilità di acquisire oggetti potenti. Ultima in ordine temporale, dopo l'ampliamento del sistema dei Clan con nuove implementazioni, la creazione del Mercato.

## Sviluppo
Clessidra nasce nel maggio del 1996 dall'idea di quattro ragazzi romani (Andrea Ferrigno, Alessio Albertoni, Claudio Masci e Fabrizio Cipriani). Cominciarono con un codice di base free chiamato SillyMUD che venne trasformato e plasmato completamente. Rimossi i bug, tradotti i comandi, redatte le aree, il MUD venne presentato per la prima volta all'Expocartoon, la fiera del fumetto di Roma, nel novembre del 1996 dove oltre 200 visitatori lo provarono fornendo spunti e consigli per le traduzioni, l'aiuto e le implementazioni. Clessidra apre ufficialmente il 22 dicembre 1996. Negli anni Clessidra è stato massivamente sviluppato ed ampliato, inserendo nuove aree di gioco, nuovi moduli, ampliamento il parco razze e classi e introducendo moltissime quest e missioni. Clessidra è tuttora attivo e online; dei creatori originali rimane nel team di sviluppo Alessio "Joker" Albertoni, affiancato da Carlo "Klenir" Cominotti (programmatore del codice dal 2008), Marco "Molideus" Tironi (webmaster, social media manager, beta tester e PR) e Carlo "Drivird" Severgnini (consigliere). Daniele "Raxy" Deffendi fece parte del team dal 2003 sino al 5 ottobre 2017 data della sua scomparsa, a ricordarlo sul MUD un'area a lui dedicata con riferimenti alla sua attività per Clessidra ed alla sua vita.